# Ostatci brodoloma tegljača Ursus
Ostatci brodoloma tegljača Ursus nalaze se istočno od rta Stončice na istočnom kraju Visa.

## Opis
Istočno od rta Stončica, nalaze se ostaci talijanskog tegljača "Ursus", jednog od najbolje sačuvanih manjih brodova u podmorju Jadrana. Sagrađen je 1918. u Veneciji. Bio je dugačak 35 metara, širok 5 metara, a imao je 407 BRT-a nosivosti. Početkom 2. svjetskog rata ga je mobilizirala talijanska mornarica, da bi ga je 1941. potopila britanska podmornica. Posebno dobro su sačuvana slova na krmi, strojarnica, dimnjak i most.

## Zaštita
Pod oznakom Z-62 zaveden je kao nepokretno kulturno dobro - pojedinačno, pravna statusa zaštićena kulturnog dobra, klasificirano kao "arheološka baština".